# Пердита (спутник)
Пердита (англ. Perdita) — спутник планеты Уран.
Первые фотографии Пердиты были сделаны аппаратом «Вояджер-2» в 1986 году, но она не была выявлена на этих снимках сразу.
Лишь спустя тринадцать лет, в 1999 году, её обнаружил Эрих Каркошка в ходе работы с архивом снимков «Вояджера-2».
Новый спутник получил временное обозначение S/1986 U 10.
Однако подтверждающих наблюдений долгое время выполнить не удавалось.
По этой причине в 2001 году Международный астрономический союз официально исключил объект S/1986 U 10 из списка спутников Урана.
Наконец, в 2003 году снимки, сделанные космическим телескопом «Хаббл», позволили распознать космическое тело в том месте, где должна была быть Пердита, подтвердив таким образом её существование.
Собственное название Пердита получила по имени персонажа пьесы Шекспира «Зимняя сказка».
Также обозначается как Уран XXV.
Орбита Пердиты пролегает между орбитами Белинды и Пака.
Наблюдения «Хаббла» показывают, что Пердита движется вокруг Урана не строго по законам Кеплера, а явно находится в орбитальном резонансе 43:44 с Белиндой.
Также движение Пердиты близко к орбитальному резонансу 8:7 с Розалиндой.
Пердита принадлежит к группе Порции, которая также включает в себя Бианку, Крессиду, Дездемону, Джульетту, Порцию, Розалинду, Купидона и Белинду. У этих спутников схожие орбиты и фотометрические свойства.
За исключением орбиты, радиуса в 15 км и геометрического альбедо 0,08, о Пердите практически ничего не известно.